# Mavro Orbini
Mavro Orbini (Raguza ?-1614 k.) raguzai történetíró. A Neve előfordul Mauro Orbini, Urbini, Orbinić alakban is. Családja kotori származású volt. Bencés szerzetes lett Mljet-szigetén, majd Stonban és végül néhány évig Bácskában a rend apátja volt. Ezt követően visszatért Raguzába, ahol élete hátralevő részét töltötte.

## Munkássága
A neve főleg az Il regno degli Slavi (Pessaro, 1601) című műve miatt ismert. Ez egyfajta általános szláv történet. A szlávok közé veszi az illíreket, vandálokat, gótokat, alánokat, avarokat stb. Büszke a szlávok hatalmára, tetteire, előkelőségére. Foglalkozik a szláv írással, a déli szláv országok címereivel stb. Eredeti forrásokat használt, mint az orosz évkönyvek, Hájek, Kallimakhosz, Kromer, a bizánci, szláv, német, velencei írók. Nagy hatással volt a későbbi horvát történetírókra, mint Vitezović, Kačić, stb. és a későbbi pánszlávizmus ideológiájára. Zrcalo duhovno („Lelki tükör“) címmel „raguzai nyelven“ kiadta Angelo Nelli művének fordítását is, melyet általában horvát nyelvűnek tartanak.

## Művei
- Zarcalo dvhovno od pocetka i sfarhe xivota coviecanskoga : razdieglieno, i razreyeno u petnaes razgovora, a u stoo, i pedeset dubbia, alliti sumgna poglavitieh. Vcignenieh meyu mesctrom, i gnegoviem vcenijkom. / Istomaceno iz yezikka italianskoga u dubrovacki po D. Mauru Orbinu Dubrovcaninu Opattu od S. Marie od Backe, od Reda Sfetoga Benedikta. 1595 (későbbi kiadásai: Velence 1621 és 1703)

- Il regno degli Slavi hoggi corrotamente detti Schiavoni. Pesaro, 1601